# Serrat de les Garrigues (Sant Climent Sescebes)
El Serrat de les Garrigues és una serra situada al municipi de Sant Climent Sescebes a la comarca de l'Alt Empordà, amb una elevació màxima de 145 metres.